# Kraantje Lek
Kraantje Lek is een historische plek in Overveen, vlak bij Haarlem aan de voet van het steile duin De Blinkert. Men vindt er onder meer een restaurant en een speeltuin met een enorme wipwap. In 1542 werd hier herberg Rockaers gebouwd, later kwam op deze plek restaurant Kraantje Lek.
Kraantje Lek is tevens een ingang naar Kraansvlak van het Nationaal Park Zuid-Kennemerland.

## De holle boom
Bij Kraantje Lek bevindt zich de holle boom, een bijzonder grote eeuwenoude en in de wijde omgeving beroemde iep. In Haarlem en omstreken werd vroeger wel beweerd dat de kinderen in de holle boom ter wereld kwamen.  De boom werd in 1976 getroffen door de bliksem. Het overgebleven gedeelte werd in 2007 weggehaald en vervangen door een replica in brons.

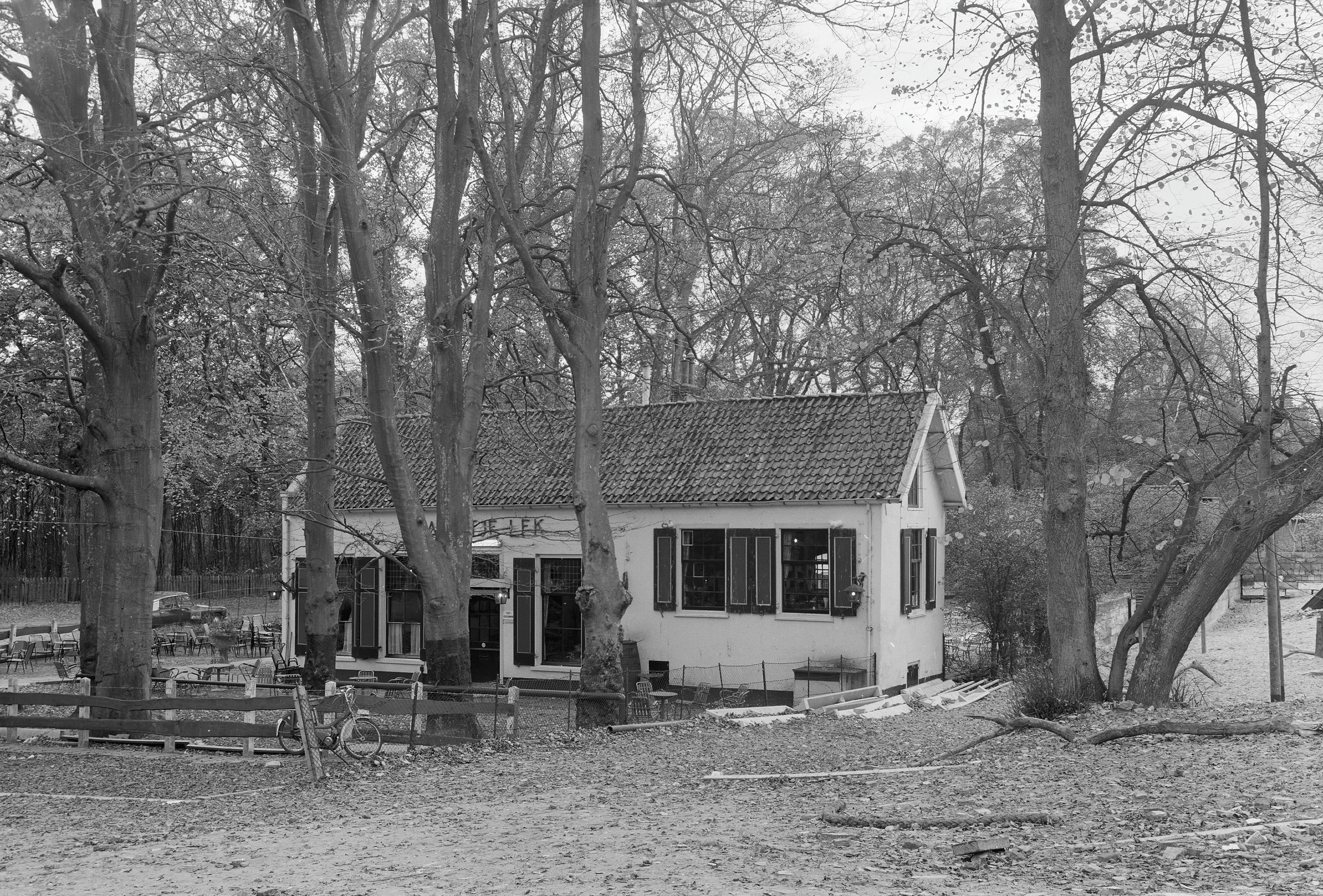
Kraantje Lek in 1968 (vooraanzicht)
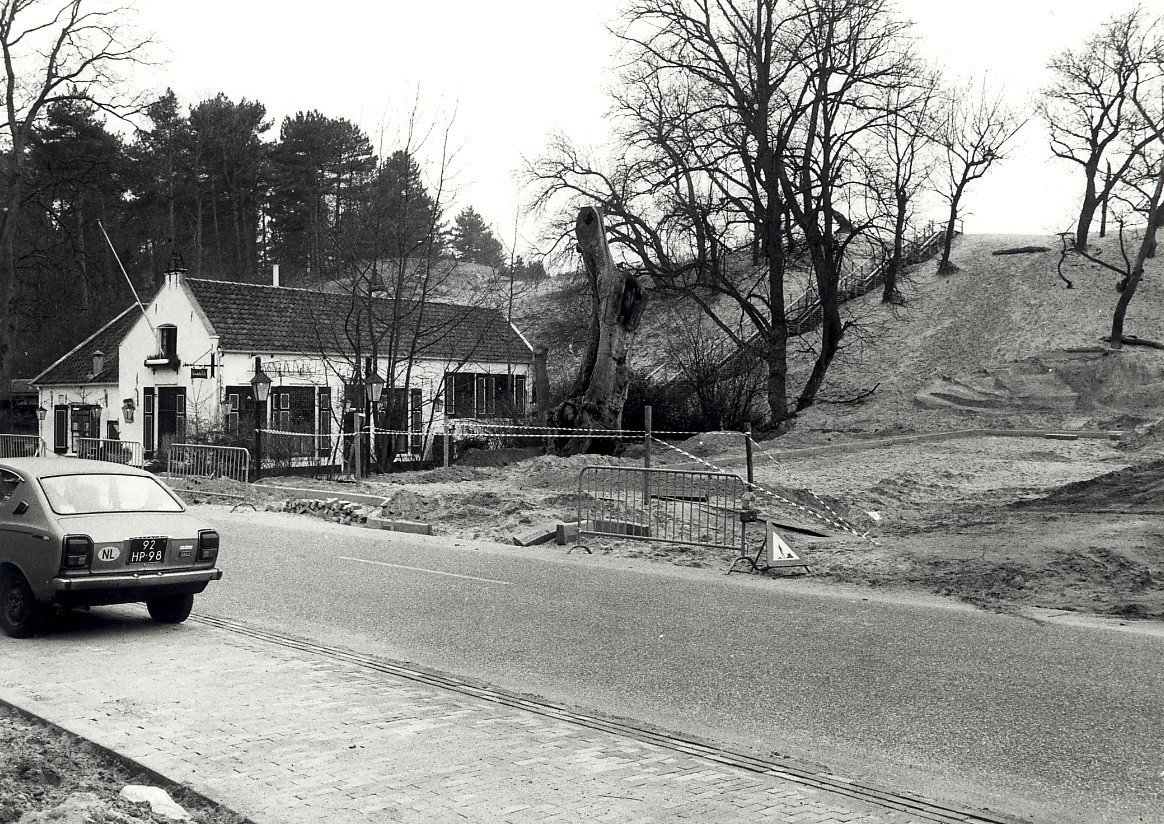
De Blinkert en Kraantje Lek in 1987
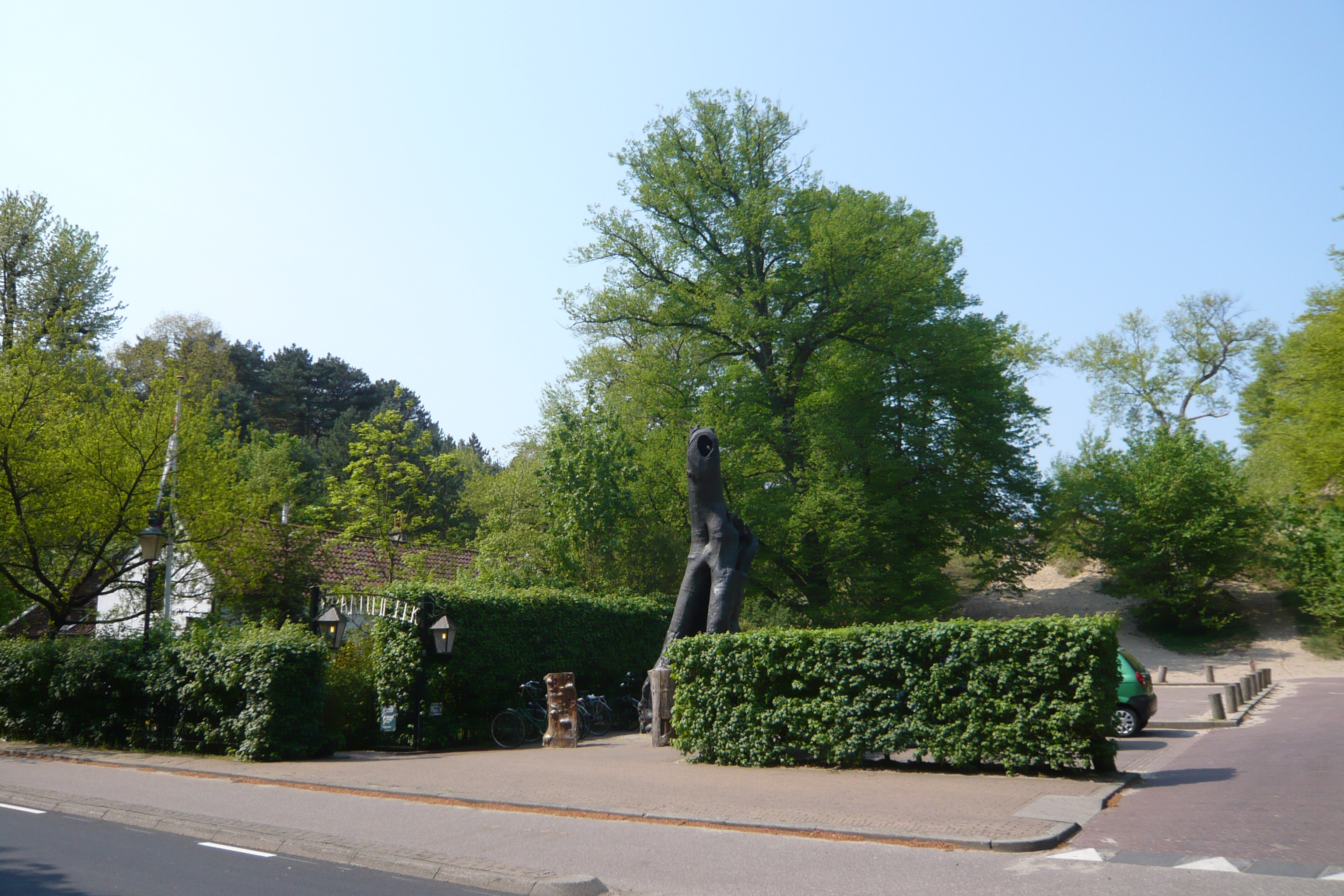
De holle boom van Kees Verkade